# Montlaur-en-Diois
Montlaur-en-Diois là một xã thuộc tỉnh Drôme trong vùng Auvergne-Rhône-Alpes ở đông nam nước Pháp. Xã Montmaur-en-Diois nằm ở khu vực có độ cao từ 502-1302 mét trên mực nước biển.